# قرين مناعي
القرين المناعي (بالإنجليزية: Immunoconjugate)‏ هو جسم مضاد مترتبط بجزيئة أخرى قد تكون ذيفان أو نويدة مشعة أو وسما.
تستعمل هذه القرائن في العلاج المناعي لتطوير العلاج بالأضداد وحيدة النسيلة لتكون نوعا من علاجات السرطان، وحينها تسمى بقرائن الأجسام المضادة والأدوية.
عندما يحتوي القرين على نويدة مشعة فيسمى علاج مناعي مشع، أما إذا احتوى على ذيفان فيسمى ذيفان مناعي.